# Inciso sulla pelle
Inciso sulla pelle è un brano musicale della cantante italiana Giusy Ferreri. Il medesimo è entrato in rotazione radiofonica dal 27 giugno 2014 ed estratto come terzo singolo dal quarto album in studio dell'artista, L'attesa, che è stato pubblicato il 25 marzo 2014.

## Il brano
Il singolo è entrato in rotazione radiofonica a partire dal 27 giugno 2014. Inciso sulla pelle è stato scritto da Roberto Casalino insieme alla stessa cantante mentre la produzione è stata curata da Christian Rigano e Pino Pischetola.

## Esibizioni live
La cantante ha proposto per la prima volta Inciso sulla pelle il 25 giugno 2014 nel corso della 1ª puntata del Summer Festival. Nella stessa manifestazione il brano viene riproposto nel corso della 3ª serata.

## Classifiche
| Radio Airplay Italia | Posizione massima |
| -------------------- | ----------------- |
| Italia               | 50                |